# Hemas Holdings
O Hemas Holdings PLC é um conglomerado diversificado localizado no Sri Lanka, com foco em cinco setores principais: FMCG, Assistência Médica, Transporte e Lazer. Com sede em Colombo, é uma empresa de capital aberto com mais de dois mil funcionários.

## História
O Hemas Holdings foi fundado sob o nome Hemas (Drugs) Limited por Sheikh Hassanally Esufally em 10 de dezembro de 1948, o conglomerado inicialmente tinha como principais focos os setores químicos e farmacêuticos estabelecidos; contudo, três anos depois da fundação, criou-se a "Casa da Ciência", uma localidade que abordava suprimentos e equipamentos de laboratório. Esufally, mais tarde, construiu o edifício Hemas, situado na rua Bristol, em Colombo, para servir como sede do grupo. Este edifício se tornou um marco da cidade.
O horizonte de setores foi ampliado em 1962, quando o grupo adentrou na fabricação de produtos de higiene pessoal com colaboração de uma multinacional francesa. Já na década seguinte, o conglomerado entrou no setor de turismo. Na década de 1980, iniciaram as atividades nos setores de transporte e saúde. Em 1993, o nome é alterado para Hemas Holdings e dez anos depois se tornou uma empresa de caráter pública, cotada na Bolsa de Colombo. Em 2007, iniciou-se uma nova subsidiária no setor de saúde, incluindo a construção de um hospital situado em Wattala.
Em 2013, o conglomerado registrou uma receita superior a 32 milhões de rúpias, com um crescimento de 25,8%, enquanto o lucro após impostos foi registrado em 2.561 milhões de rúpias. Os principais contribuintes para a receita do grupo foram os segmentos de FMCG, saúde e energia. Estes contribuíram com 22,6% do crescimento do faturamento. No entanto, lazer e transporte também apresentaram um crescimento acelerado em seus respectivos segmentos. No mesmo ano, o grupo ultrapassou pela primeira vez a marca de trinta bilhões de rupias em termos de receita consolidada.